# Olympische Sommerspiele 1908/Radsport
Bei den IV. Olympischen Spielen 1908 in London wurden sechs Radsport-Wettbewerbe ausgetragen. Sämtliche Rennen fanden auf der 660 Yards (603,50 m) langen Zement-Rundbahn im White City Stadium statt. Straßenrennen waren nicht ausgeschrieben worden, da solche gemäß dem britischen Straßenverkehrsgesetz verboten waren.
Es kamen die Regeln der National Cyclists’ Union of England and Wales zur Anwendung, nicht jene des Weltverbandes UCI. Das 1000-Meter-Rennen wurde wegen Überschreiten des Zeitlimits von 105 Sekunden nicht gewertet. In allen Rennen (mit Ausnahme der Mannschaftsverfolgung) wurde nur die Zeit des Erstplatzierten gestoppt.
Alle Wettbewerbe waren Männern vorbehalten.

## Bilanz

### Medaillenspiegel
| Platz  | Land            | Gold | Silber | Bronze | Gesamt |
| ------ | --------------- | ---- | ------ | ------ | ------ |
| 1      | Großbritannien  | 5    | 3      | 1      | 9      |
| 2      | Frankreich      | 1    | 2      | 2      | 5      |
| 3      | Deutsches Reich | –    | 1      | 1      | 2      |
| 4      | Belgien         | –    | –      | 1      | 1      |
| 4      | Kanada          | –    | –      | 1      | 1      |
| Gesamt | Gesamt          | 6    | 6      | 6      | 18     |

### Medaillengewinner
| Disziplin                        | Gold                                                                        | Silber                                                              | Bronze                                                                   |
| -------------------------------- | --------------------------------------------------------------------------- | ------------------------------------------------------------------- | ------------------------------------------------------------------------ |
| Bahnradsport                     |                                                                             |                                                                     |                                                                          |
| 660 Yards (603,491 m)            | Victor Johnson                                                              | Émile Demangel                                                      | Karl Neumer                                                              |
| 5 km                             | Benjamin Jones                                                              | Maurice Schilles                                                    | André Auffray                                                            |
| 20 km                            | Clarence Kingsbury                                                          | Benjamin Jones                                                      | Joseph Werbrouck                                                         |
| 100 km                           | Charles Bartlett                                                            | Charles Denny                                                       | Octave Lapize                                                            |
| 2000 m Tandem                    | Maurice Schilles / André Auffray                                            | Frederick Hamlin / Thomas Johnson                                   | Charlie Brooks / William Isaacs                                          |
| 1980 Yards Mannschaftsverfolgung | Großbritannien Benjamin Jones Clarence Kingsbury Leon Meredith Ernest Payne | Deutsches Reich Max Götze Rudolf Katzer Hermann Martens Karl Neumer | Kanada William Anderson Walter Andrews Frederick McCarthy William Morton |

## Ergebnisse Bahnradsport

### 660 Yards (603,491 m)
| Platz | Land | Athlet         | Zeit (s) |
| ----- | ---- | -------------- | -------- |
| 1     | GBR  | Victor Johnson | 51,2     |
| 2     | FRA  | Émile Demangel | k. A.    |
| 3     | GER  | Karl Neumer    | k. A.    |
| 4     | GBR  | Daniel Flynn   | k. A.    |

Datum: 14. und 15. Juli
Am Start waren 46 Fahrer aus neun Ländern. Die Sieger der 16 Vorläufe (jeweils zwei oder drei Fahrer) qualifizierten sich für die zweite Runde. Diese umfasste vier Rennen, wobei sich die Sieger für das Finale qualifizierten. Es galt ein Zeitlimit von 70 Sekunden.

### 5 km
| Platz | Land | Athlet               | Zeit (min) |
| ----- | ---- | -------------------- | ---------- |
| 1     | GBR  | Benjamin Jones       | 8:36,2     |
| 2     | FRA  | Maurice Schilles     | k. A.      |
| 3     | FRA  | André Auffray        | k. A.      |
| 4     | FRA  | Émile Maréchal       | k. A.      |
| 5     | GBR  | Clarence Kingsbury   | k. A.      |
| 6     | NED  | Johannes van Spengen | k. A.      |

Datum: 17. und 18. Juli
An diesem Rennen waren 42 Fahrer aus acht Ländern am Start. Die Sieger der sieben Vorläufe qualifizierten sich für das Finale. Es galt ein Zeitlimit von 9:25 Minuten.

### 20 km
| Platz | Land | Athlet             | Zeit (min) |
| ----- | ---- | ------------------ | ---------- |
| 1     | GBR  | Clarence Kingsbury | 34:13,6    |
| 2     | GBR  | Benjamin Jones     | k. A.      |
| 3     | BEL  | Joseph Werbrouck   | k. A.      |
| 4     | USA  | Louis Weintz       | k. A.      |

Datum: 14. Juli
Es nahmen 44 Fahrer aus elf Ländern an diesem Wettbewerb teil. Für das Finale qualifizieren konnten sich die Sieger der sechs Vorläufe, darüber hinaus gab es drei Schrittmacher. Ins Ziel kamen vier der sechs Finalisten.

### 100 km
| Platz | Land | Athlet           | Zeit (h)       |
| ----- | ---- | ---------------- | -------------- |
| 1     | GBR  | Charles Bartlett | 2:41:48,6 (WR) |
| 2     | GBR  | Charles Denny    | k. A.          |
| 3     | FRA  | Octave Lapize    | k. A.          |
| 4     | GBR  | Billy Pett       | k. A.          |
| 5     | FRA  | Paul Texier      | k. A.          |
| 6     | CAN  | Walter Andrews   | k. A.          |

Datum: 15., 16. und 18. Juli
Es nahmen 43 Fahrer aus elf Ländern teil. In zwei Vorläufen wurden 16 Finalteilnehmer ermittelt (jeweils die ersten sechs eines Vorlaufs sowie vier Läufer, die die meisten Runden geführt hatten). Ein Kanadier wurde nach Protest nachnominiert. Das Finale fand in strömendem Regen statt, Teile der Innenbahn standen unter Wasser. Neun der 17 Finalisten mussten das Rennen aufgeben.

### 2000 m Tandem
| Platz | Land | Athleten                        | Zeit (min) |
| ----- | ---- | ------------------------------- | ---------- |
| 1     | FRA  | Maurice Schilles André Auffray  | 3:07,6     |
| 2     | GBR  | Frederick Hamlin Thomas Johnson | k. A.      |
| 3     | GBR  | Charlie Brooks William Isaacs   | k. A.      |

Datum: 13. und 15. Juli
Am Wettbewerb nahmen 17 Paare aus sieben Ländern teil. Die Qualifikation war zweistufig: In der ersten Runde fanden sieben Rennen statt. Die Sieger trafen in der zweiten Runde in zwei Rennen aufeinander. Für das Finale qualifiziert waren dann die beiden Sieger sowie das schnellste zweitplatzierte Paar.

### 1980 Yards Mannschaftsverfolgung
| Platz | Land | Athleten                                                                           | Zeit (min) |
| ----- | ---- | ---------------------------------------------------------------------------------- | ---------- |
| 1     | GBR  | Benjamin Jones Clarence Kingsbury Leon Meredith Ernest Payne                       | 2:18,6     |
| 2     | GER  | Max Götze Rudolf Katzer Hermann Martens Karl Neumer                                | 2:28,6     |
| 3     | CAN  | William Anderson Walter Andrews Frederick McCarthy William Morton                  | 2:29,6     |
| 4     | NED  | Gerard Bosch van Drakestein Antonie Gerrits Dorotheus Nijland Johannes van Spengen | 2:44,0     |

Datum: 17. Juli
Gemeldet waren ursprünglich sieben Mannschaften, doch zum Start der ersten Runde erschienen nur fünf Mannschaften mit je vier Fahrern. Großbritannien und Kanada kamen kampflos weiter, da die Mannschaften Belgiens und der USA auf einen Start verzichteten. Die Niederländer profitierten von einem Freilos; nur die Deutschen mussten antreten und setzten sich gegen Frankreich durch.
In den Halbfinalrennen gewannen Großbritannien gegen Kanada und Deutschland gegen die Niederlande. Im Finale siegten die Briten mit deutlichem Vorsprung. Die Bronzemedaille ging an die Kanadier, da diese im Halbfinale die schnellere Verlierermannschaft gewesen waren.